# Wanderniere
Als Wanderniere, Senkniere oder Nephroptose (lateinisch Ren mobilis) wird eine abnorme Beweglichkeit der Niere bezeichnet, durch die es lageabhängig zur Absenkung der Niere kommen kann. Schlanke Personen sind häufiger betroffen. Die Wanderniere ist meist asymptomatisch, kann aber auch zu schmerzhaften Beschwerden und zu einer Behinderung des Harnflusses führen. In den seltenen Fällen, in denen eine konservative Therapie nicht ausreicht, wird die Niere auf operativem Wege fixiert (Nephropexie).

## Definition
Nephroptose (von „Ptosis“) ist definiert als das Absinken einer Niere in aufrechter Körperhaltung um mindestens 5 cm oder um die Höhe von zwei Wirbelkörpern.
Das Krankheitsbild ist seit dem 9. Jahrhundert bekannt. Der Begriff Nephroptose ist seit 1885 in Gebrauch, wurde ursprünglich aber für alle möglichen Krankheitsbilder gebraucht, als deren Ursache man eine Senkung der Eingeweide ansah. Eine Vielzahl von Beschwerden wurde mit einer Nephroptose in Verbindung gebracht, von Nierenschmerzen und Beschwerden beim Wasserlassen über Magen-Darm-Beschwerden, Gewichtsverlust, Herzklopfen, bis hin zu Ängstlichkeit, Hysterie und Wahnsinn. In bis zu einem Drittel aller Erkrankungen wurde eine Wanderniere als Ursache angesehen, die Diagnose wurde lediglich durch eine körperliche Untersuchung gestellt. Überdiagnostik in der Vergangenheit und eine ungenaue Definition führten in der Mitte des 20. Jahrhunderts dazu, dass das Krankheitsbild fast in Vergessenheit geriet.

## Symptome
Leitsymptom der Wanderniere sind Flankenschmerzen oder Ziehen in der Flanke, welche sich im Liegen bessern. Es kann aber auch zu blutigem Urin (Hämaturie) und Blutdruckanstieg im Stehen kommen. Weitere Symptome sind Übelkeit, Erbrechen, Herzjagen und nachlassende Urinproduktion.
Die Beschwerden werden dadurch erklärt, dass durch das Absinken der Niere der Urinfluss durch den Harnleiter beeinträchtigt wird oder Nerven, Nierenbecken und Harnleiter gedehnt werden. Durch Abknickung der Nierengefäße kann die Nierendurchblutung gestört werden. Eine Störung der arteriellen Nierendurchblutung kann durch eine vermehrte Renin-Sekretion zu Bluthochdruck führen, eine Behinderung des venösen Blutabstroms zu Blutstau in der Niere und blutigem Urin.

## Epidemiologie
Die Nephroptose ist bei Frauen häufiger als bei Männern (Geschlechtsverhältnis 10:1) und tritt in der Regel zwischen dem 18. und dem 45. Lebensjahr auf. Meist ist die rechte Niere betroffen, möglicherweise weil die rechte Nierenarterie länger ist. Die Häufigkeit einer Nephroptose ist unmittelbar nach einer Geburt erhöht (Postpartalperiode), wahrscheinlich wegen der in dieser Zeit gedehnten Bauchwand und der erschlafften Bauchdeckenmuskulatur.
Schlanke Frauen sind häufiger betroffen, man vermutet, dass eine Verminderung des Fettgewebes in der Nierenfettkapsel (perirenales Fettgewebe) eine Nephroptose begünstigt. Eine Nephroptose kann auch im Rahmen eines angeborenen Hypermobilitätssyndroms auftreten.

## Diagnostik
Die Diagnose einer Nephroptose wird im Allgemeinen röntgenologisch durch i.v. Pyelographie im Liegen und im Stehen gestellt. Weitere mögliche diagnostische Verfahren sind Ultraschall einschließlich Farbdopplersonographie der Nieren und Nierenszintigraphie.

## Therapie
Früher wurde versucht, in Rückenlage des Patienten die Niere manuell durch Druck von außen in ihre natürliche Lage zu schieben, anschließend wurde das Abdomen bandagiert oder in ein Korsett geschnürt. Außerdem wurde versucht, mit Leibesübungen die Bauchmuskulatur zu stärken sowie durch eine energiereiche Ernährung das perirenale Fettgewebe zu vermehren; auch verschrieb man lange Bettruhe mit erhöhten Beinen. Um 1880 wurde eine Operation entwickelt, bei der die Niere in ihrer natürlichen Position an den umgebenden Strukturen festgenäht wird (Nephropexie).
Heute behandelt man konservativ mit Übungen zur Stärkung der Bauchmuskulatur und Korsettversorgung.
Führt die konservative Therapie zu keiner Besserung der Symptome, kann die Nierenkapsel durch einen laparoskopischen Eingriff an den Musculus psoas geheftet werden. Innerhalb von 1 bis 5 Jahren führt die laparoskopische Chirurgie bei über 70 % der Betroffenen zu einer Besserung der Beschwerden.

## Künstlerische Verarbeitung
Georg Kreisler hat der Wanderniere sein gleichnamiges Chanson gewidmet.
2013 erschien die Kurzgeschichte Die Wanderniere – ein Abenteuer im Reich der Mitte.